# Axolot
L'axolot (Ambystoma mexicanum) —conegut en idioma nàhuatl com a axolotl, que vol dir "monstre aquàtic"— és un amfibi urodel que viu al llac Xochimilco i altres llacs de Mèxic, i també a molts aquaris de tot el món. A Mèxic ha estat tradicionalment un producte comestible.

## Biologia
A primer cop d'ull el seu estrany aspecte recorda el d'un cap gros gegant. El seu cos és allargat i el cap gran amb els ulls petits. A l'altura del coll té tres parells de brànquies laterals externes. De tant en tant puja a la superfície per a respirar també l'aire atmosfèric.
El seu metabolisme és molt peculiar, ja que és un cas de neotènia com també tenen altres urodels mexicans del gènere Ambystoma. L'axolotl ha desenvolupat la capacitat de madurar sexualment i reproduir-se conservant l'estat de larva o la dels seus aspectes. També té la capacitat de regenerar parts del cos perdudes, per això l'axolot és considerada una de les salamandres més rares del món.

## Ús com organisme model
El 1863 uns d'aquests animals portats des de Mèxic a París donaren a Auguste Duméril la pista per descobrir la neotènia. Vilem Laufberger va utilitzar injeccions de l'hormona tiroidea per induir els axolotl a créixer per convertir-se en un adult terrestres. Actualment encara s'utilitza aquest animal com organisme model, ja que tenen un embrió molt fàcil de manipular i uns cromosomes molt grossos. A més presenta gran capàcitat d'autoregeneració d'òrgans.
En la seva etapa adulta, on no tots hi arriben, mesura entre 25 i 30 cm de llarg. Pot viure 25 anys.
El manteniment en aquari és força senzill, cal filtrar l'aigua, ja que aquest animal l'embruta molt. El ph ha de ser més aviat neutre i la temperatura entre 1 i 20 °C però d'uns 10 °C quan hivernen.

## En la cultura popular
El pokémon Wooper està basat en un axolot.

## Galeria

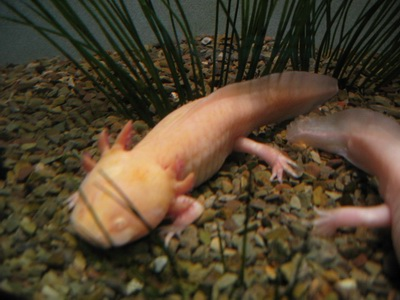
Axolot; Forma semilarvària característica
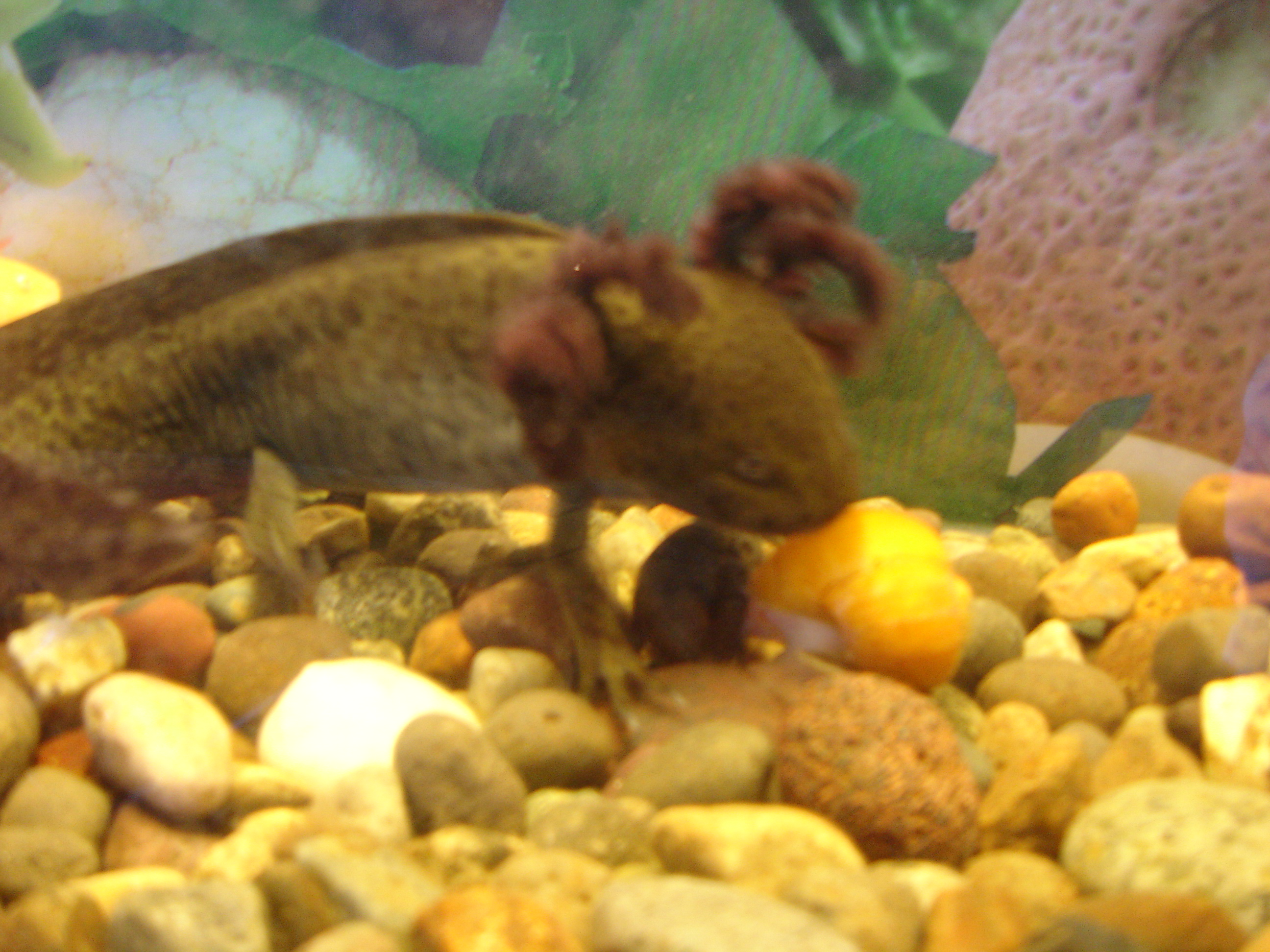
Exemplar madur
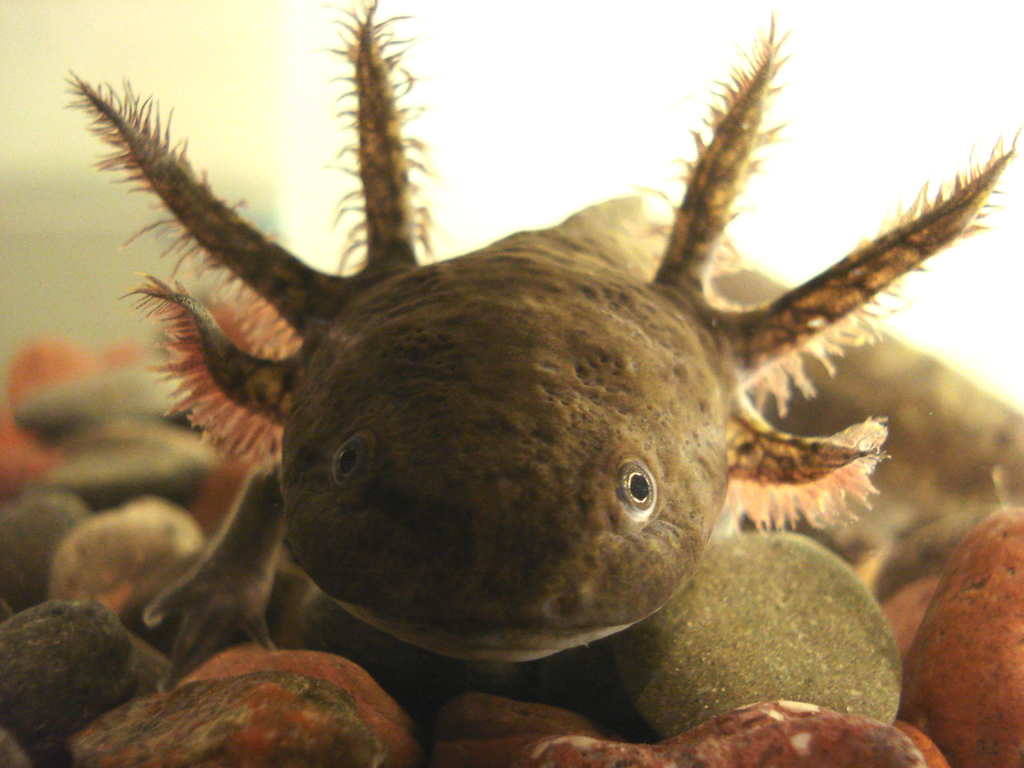
Aspecte frontal
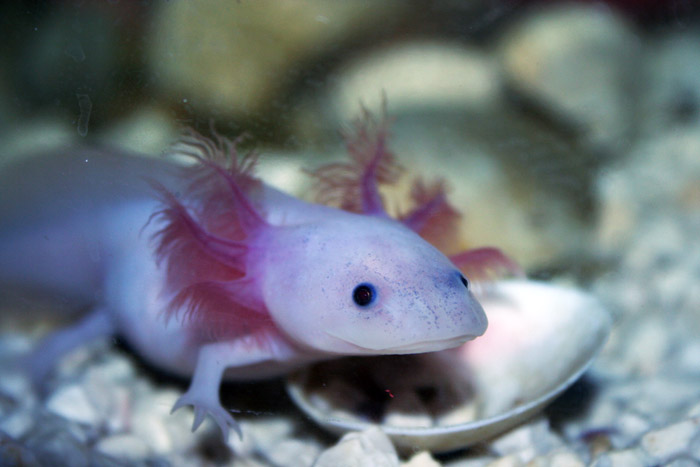
Exemplar madur mostrant una forma acusada d'albinisme
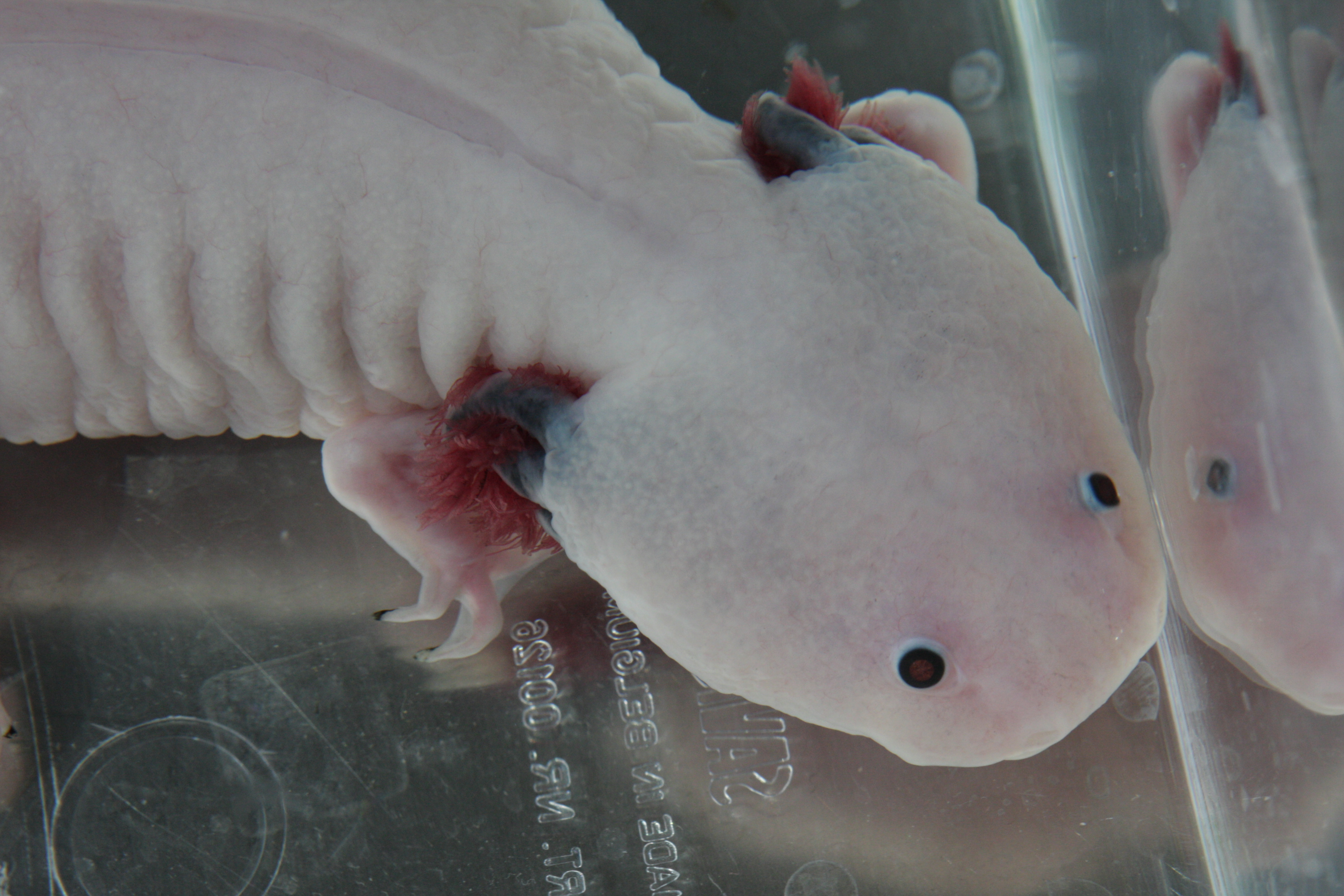
Forma del cap
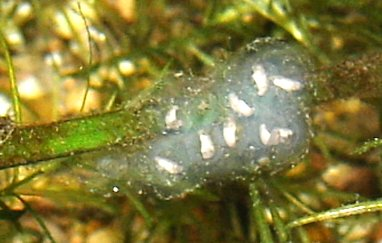
Ous